# ゾンビ・ストリッパーズ
『ゾンビ・ストリッパーズ』（原題：Zombie Strippers）は、2008年にアメリカで公開されたホラーコメディ映画。

## 概要
「エルム街の悪夢シリーズ」のフレディ役のロバート・イングランドと、「ポルノの女王」と呼ばれたポルノスターのジェナ・ジェイムソンが出演することで話題になった。
監督・脚本のジェイ・リーと製作のアンジェラ・リーは兄妹で、アンジェラは雑談の中の冗談から本作の構想が生まれたと話す。ジェイは、本作は「暴力的な社会体制を盲目的に受け入れること」を描いており、元となっているのは劇作家イオネスコの『犀』（サイ）であると語っている。それは映画の中のクラブ名「ライノス」にも反映された。

## ストーリー
アメリカ軍は度重なる戦闘活動によって兵力不足に陥っていた。そこで軍は死者を甦らせるウイルスを開発し、兵士を再利用しようとする。だが、ウイルスの力が強力すぎるために研究所中が感染する事態になり、特殊部隊が掃討に赴くも、作戦遂行中に一兵士が感染した上、そのまま逃げ出してネブラスカ州のストリップクラブ「ライノス」に侵入する。ゾンビ兵は一番人気のストリッパーのキャットを襲って殺すが、キャットはゾンビとなって蘇る。その人間離れしたストリップがいつも以上に客に大受けし、ストリッパーたちは自ら望んで次々と「ゾンビ・ストリッパー」となってゆく。クラブの大入りぶりに経営者のイアンもゾンビ化を黙認するが、客たちも感染していったために収拾がつかなくなっていき、混乱の末に、遂に逃亡ゾンビ兵の行方を追っていた特殊部隊が「ライノス」に突入し、「ライノス」は制圧され、終りを遂げた。

## キャスト
| 役名     | 俳優                   | 日本語吹替 |
| -------- | ---------------------- | ---------- |
| キャット | ジェナ・ジェイムソン   | 夏目ナナ   |
| イアン   | ロバート・イングランド | 小島敏彦   |
| ジェニー | シャムロン・ムーア     | 木下紗華   |
| パコ     | ジョーイ・メディナ     | 斎藤志郎   |
| リリス   | ロクシー・セイント     | 東條加那子 |
| 用心棒   | ティト・オーティズ     |            |

## スタッフ
- 監督・脚本・撮影：ジェイ・リー
- 製作：アンジェラ・リー、アンドリュー・ゴロフ、ラリー・シャピロ
- 製作総指揮：マイケル・L・ザンビノ
- 衣装：キャノン
- 特殊メイク：パトリック・マギー
- 音楽：ビリー・ホワイト・エイカー
- 字幕：小寺陽子
- プロダクション・デザイン：サラ・カグラマス